# Ctenucha tapajoza
Ctenucha tapajoza är en fjärilsart som beskrevs av Paul Dognin 1923. Ctenucha tapajoza ingår i släktet Ctenucha och familjen björnspinnare. Inga underarter finns listade i Catalogue of Life.